# Nicola Cabasila
Nicola Cabasila (in greco Νικόλαος ὁ Καβασίλας?; Tessalonica, ... – Costantinopoli, 1391?) è stato un teologo bizantino.

## Biografia
Nato a Tessalonica verso il principio del Trecento, studiò prima nella sua città natale e poi a Costantinopoli. Era parente di Nilo Cabasilas, con cui viene spesso confuso.
Visse durante un periodo piuttosto turbolento, segnato dalla guerra civile tra Cantacuzeni e Paleologhi e dal dibattito religioso tra esicasmo e anti-esicasmo.
Svolse funzioni pubbliche, poi si ritirò presso Gregorio Palamas sul monte Athos: dopo un anno, tornò a Costantinopoli dove divenne consigliere di Giovanni VI Cantacuzeno, che gli affidò varie missioni politiche.
Ritiratosi dalla vita pubblica, si dedicò alla redazione delle sue due opere maggiori: una Vita in Cristo (Περὶ τῆς ἐν Χριστῷ ζωῆς), in sette libri, e un Commento della divina liturgia (‛Ερμηνεία τῆς ϑείας λειτουργίας).
La sua teologia spirituale può essere ricondotta alla dottrina del Corpo sacramentale di Cristo e alla salvezza attraverso l'amore.